# Delage Type AH
Der Delage Type AH sowie die Variante Delage Type AH 2 waren frühe Personenkraftwagenmodelle der französischen Marke Delage.

## Beschreibung

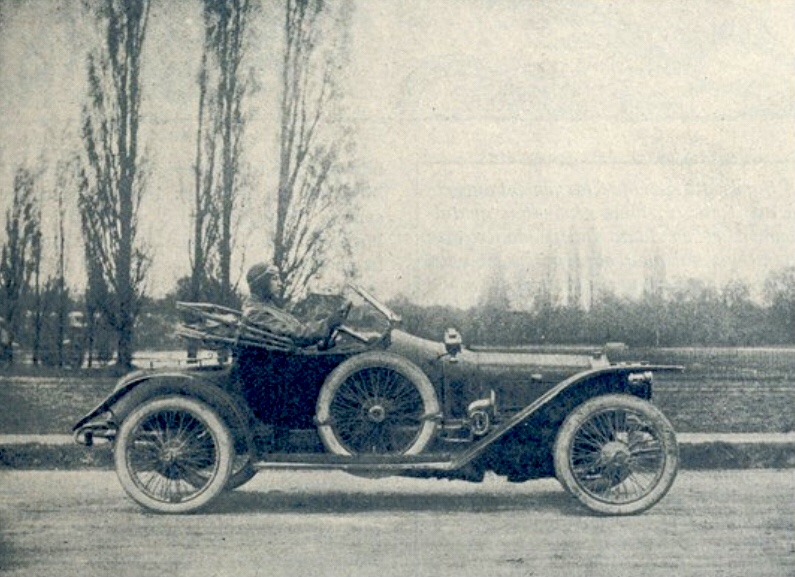
Delage Type AH Teilnehmer an der Tour de France 1912

Die nationale Zulassungsbehörde prüfte den Type AH mit der Nummer 1123 und erteilte am 12. Juli 1910 die Genehmigung. Delage bot das Modell nur 1911 an. Von der Variante Type AH 2, auch Serie 2 genannt, wurde das Fahrzeug mit der Nummer 1317 geprüft und am 30. November 1910 zugelassen. Das Modell wurde von 1911 bis 1913 angeboten. Nachfolger wurde der Delage Type AK. 
Erstmals trieb ein Sechszylindermotor Fahrzeuge von Delage an. Er kam vermutlich von Malicet & Blin. Er hatte zunächst 65 mm Bohrung und 120 mm Hub. Das ergab 2389 cm³ Hubraum und 14 Cheval fiscal. Die zweite Serie hatte einen größeren Motor. 66 mm Bohrung und 125 mm Hub ergaben 2566 cm³ Hubraum und 15 CV. Die tatsächliche Motorleistung ist nicht überliefert. Die Höchstgeschwindigkeit lag je nach Karosserie bei 85 bis 90 km/h.
Das Fahrgestell hatte 1280 mm Spurweite und 2750 mm Radstand. Die Bereifung hatte die Größe 810 × 90. Bekannt sind Aufbauten als viertürige Limousine und als zweisitziger Roadster. Typisch für die Zeit wären auch viersitzige Torpedo. Der Verkaufspreis in Frankreich lag bei 8250 Franc.
Delage Type AB, Type AC, Type AD, Type AE und Type AH hatten ein ähnliches oder sogar identisches Fahrgestell. Der Hauptunterschied lag im verwendeten Motor.

## Stückzahlen und überlebende Fahrzeuge
Peter Jacobs vom Delage Register of Great Britain erstellte im Oktober 2006 eine Übersicht über Produktionszahlen und die Anzahl von Fahrzeugen, die noch existieren. Seine Angaben zu den Bauzeiten weichen in einigen Fällen von den Angaben der Buchautoren ab. Stückzahlen zu den Modellen vor dem Ersten Weltkrieg sind unbekannt. Für dieses Modell bestätigt er die Bauzeit von 1911 bis 1913. Es existieren noch fünf Fahrzeuge.